# Бірки (Бурятія)
Бірки (рос. Борки) — селище Кабанського району, Бурятії Росії. Входить до складу Сільського поселення Твороговське.
Населення — 184 особи (2015 рік).